# Yecheng
Yecheng o Karghalik (kona: قاغىلىق, yengi: K̡aƣilik, cirillico: Қағилиқ, Қарғилиқ, cinese semplificato叶城, cinese tradizionale: 葉城 pinyin: Yèchéng), nota anche come Chokkuka, è una città dello Xinjiang, Cina.
Yecheng è il nome sia dell'oasi che della città, e si trova sul bordo esterno del deserto di Taklamakan a metà strada tra Pishan e Yarkand, sulla via meridionale che costeggia il bacino del Tarim. Le ricche terrazze dell'oasi sono bagnate dal fiume Tiznaf e da molti altri corsi d'acqua. Sono uniti a nord da una cintura di terra coltivata che si estende per circa 40 km dalla città di Yecheng al fiume Yarkand.

## Storia
Nel corso della dinastia Han era conosciuta come 西夜 Xiye o 漂沙 Piaosha. Era famosa per la produzione del 白草baicao o 'erba bianca' che forniva una sostanza estremamente tossica utilizzata sulle punte delle frecce, probabilmente Aconitium napellus, una pianta della famiglia velenosa delle Aconitum.
Durante il primo periodo Han venne descritta come composta da 350 famiglie e 4 000 abitanti di cui 1000 in grado di maneggiare armi, mentre nel secondo periodo se ne parla nel Libro degli Han posteriori (circa 125 d.C.) come composta da 2500 famiglie, oltre 10 000 persone e 3000 uomini armabili.
Il monaco pellegrino cinese Song Yun attraversò il regno ("Zhujuban") durante il suo viaggio da Khotan nel 519. La descrisse lontana 5 giorni di viaggio, e disse che produceva cereali che venivano trasformati in torte. Gli abitanti non permettevano la macellazione degli animali, e mangiavano solo coloro che erano morti per cause naturali. Molti di loro vivevano in montagna. Somigliavano alla popolazione di Khotan per lingua e costumi, mentre la loro scrittura era più simile a quella dei Brahman indiani.
Xuánzàng, che attraversò lo stato nel 644, disse che era molto fertile, con abbondanti vigneti, pereti e molti peschi. Disse che aveva una circonferenza di oltre 1000 lǐ, con una capitale di oltre 10 li. La scrittura era simile a quella di Khotan, ma la lingua parlata era diversa. Nonostante ammettesse che gli abitanti erano buddhisti, essi avevano una scarsa cultura ed educazione, ed erano rudi ed ingannevoli. Molti monasteri erano in rovina, ed i circa 100 monaci erano di scuola Mahayana. Disse anche che i testi canonici Mahayana erano più numerosi qui che negli altri luoghi buddhisti che aveva visitato.
Sembra che mandò un ambasciatore in Cina all'inizio del periodo Taiyan (435-439) e che pagasse regolarmente un tributo. In seguito cadde in mano agli Unni bianchi e poi al Khaganato turco occidentale. Nel 639 il re mandò un inviato alla corte cinese e dal 659 divenne parte della regione chiamata dai cinesi "Quattro Guarnigioni" dopo la sconfitta del capo turco, Duman.
La popolazione si convertì presumibilmente all'Islam poco dopo che questa nuova religione giunse nel bacino del Tarim, attorno al 1006.
All'inizio rappresentò il canonico punto di partenza delle carovane dirette in India tramite Pamir, Tashkurgan, e tramite Ladakh ed i passi del Karakorum.
Oggi è una piccola città con un mercato, alcuni negozi ed una banca. L'oasi di Yecheng è una delle 11 contee, nota come contea di Kargilik, comprese nella prefettura di Kashgar.